# Лісе-Ями (Свентокшиське воєводство)
Лісе-Ями (пол. Lisie Jamy) — село в Польщі, у гміні Мнюв Келецького повіту Свентокшиського воєводства.
У 1975-1998 роках село належало до Келецького воєводства.